# Jean Cornilli
Jean Cornilli, parfois orthographié dans la presse Cornili ou Cornelli, né le 12 février 1909 à Cannes (Alpes-Maritimes) et mort le 26 mai 1987 à Charleval (Bouches-du-Rhône), est un joueur et entraîneur français de football.

## Carrière
Jean Cornilli commence sa carrière de footballeur à l'AS Cannes, son club formateur, vers 1927. Décrit comme adroit, rapide et technique, il a la particularité de pouvoir jouer aussi bien arrière qu'ailier ; il jouera cependant de plus en plus fréquemment comme arrière au cours de sa carrière.
Il ne dispute pas la finale de la Coupe de France remportée par son club en 1932, mais il devient professionnel la saison suivante alors qu'est lancé le championnat de France professionnel. Il dispute, au poste d'ailier gauche, la finale perdue face à l'Olympique lillois (3-4). Les années suivantes, il continue de porter le maillot cannois en première division. Il est aussi appelé en sélection du Sud-Est. 
Il est transféré en 1938 au Football Club de Nancy. En 1941, alors que la France est occupée par l'Allemagne nazie, il est prisonnier de guerre. Une fois libéré il retourne à Cannes puis se voit offrir un poste d'entraîneur à l'US Lunéville, où son bon travail est remarqué. En 1943 il est affecté à l'équipe fédérale Nancy-Lorraine, à la fois comme joueur mais surtout comme directeur sportif (Paul Wartel étant nommé entraîneur). La formation remporte la Coupe de France en fin de saison et Cornilli se voit remettre avec les joueurs et l'entraîneur la médaille d'honneur de la ville.
De 1946 à 1948, il est l’entraîneur du Havre AC, puis émigre en Belgique. Il entraîne à partir de 1948 l'Olympic de Charleroi en « Division d'honneur », la première division belge. En mai 1951, pendant la trêve estivale en Belgique, il réalise un bref intérim, à titre gracieux, à l'AS Cannes. En 1952, après quatre saisons pour autant de maintiens, dont certaines périodes fastes, il quitte l'Olympic pour son rival local, le Sporting de Charleroi,, dont il ne peut empêcher la relégation en deuxième division en 1957. Il entraîne apparemment le club pendant sept saisons au total, jusqu'en 1959. 
Il entraîne par la suite le RFC Liège, vraisemblablement en 1960-1961 puis de 1964 à 1966, mais les sources ne concordent pas sur les dates,,.
Dans les années 1950, il publie avec Georges Liesse un livre intitulé « Le football dévoilé », aux éditions Pax (Charleroi).